# كفشنا

مصور بازبدي وتظهر كفشن في المنتصف تقريباً

 كفشن أو كفشنا (وبالتركية KAYALI, Idil) بلدة تقع في جنوب شرقي تركية في منطقة بازبدي أو باقردي (آزخ) القريبة من حدود سوريا، وتتبع لأبرشية طور عبدين السريانية، وهي اليوم في الدولة التركية تتبع ولاية شرناك، المحاذية لولاية ماردين.
```
وكفشنا أيضاً تقع بالقرب من بلدة مدّو (ميدن أو ميدون) التي لا تزال عامرة بأهلها 
السريان
 إلى يومنا هذا، ويفصل بينهما وادي يدعى بوادي جهنم (ܢܘܓܠܐ ܕ ܓܺܗܰܢܐ)̤
وكفشن أو كفشننة غير معروفة عند كثير من 
السريان
 والعوام، بالرغم من أن تاريخها السرياني 
والمسيحي
 عامة مشرف لجميع 
السريان
 في العالم؛ إذ أنها قاتلت مع أختها ومركزها 
آزخ
 في سنوات السيفو (ܣܝܦܐ ܐܘ ܩܛܠܥܡܐ ܣܘܪܝܐ) ودافعت دفاعاً مستميتاً، مستعينةً بصلوات والدة الإله القديسة العذراء مريم.
```

## تسمية كفشنا

كنيسة السيدة العذراء مريم في كفشنة من فوق

تأتي تسمية كفشن أو كفشنه أو كفشنا (ܟܦܫܢܐ) من الكلمتين السريانيتين (ܟܦܪ ܫܝܢܐ) (كفر شينو) أي بلدة السلام والأمان، ويعزيه البعض أيضاً إلى (ܟܐܦ ܫܝܢܐ) (كيف شينو) أو (ܟܐܦ ܫܢܐ) (كيف شنو)واللتان تترجمان على التوالي ب (صخرة السلام) أو (الصخرة الكبيرة) وهذا الاسم السرياني قد ترجم بمعناه إلى التركية بلفظة «كايالي»: KAYALI وهو اسمها اليوم في تركيا قبل الوصول إلى إيدل. وتعود تسمية كفشنا السريانية نسبة إلى الحجرة المعروفة التي في مدخل كفشنة والتي اجترح عليها القديس مار باسوس شفيع منطقة كفشنه وحدّل (حدل أو حيدل) KAYI"" معجزة باهرة.

## كفشنا كنائس وأحداث
كان في كفشنه العديد من الكنائس لا نعرف منها اليوم سوى كنيسة والدة الإله العذراء القديسة مريم التي كان قسيسها السرياني هو شمعون شيريني أثناء فترة المجازر (وهو آخر قسيس سرياني يخدم في كفشنا)وذكره الخوري يوسف داوود في تاريخه، أن المطران السرياني بهنان عقراوي (مطران بيث زبداي في سنوات السيفو) رسمه لكفشن.
كما وتتبع كفشنا عدة قرى سريانية خرجت عائلاتها من كفشنا التاريخية مثل «كارسا» و«مركفشن» وقد كان في كفشنا آنذاك 30 ثلاثون بيتاً سريانياً وفي كتاب المثلث الرحمات البطريرك السرياني الأنطاكي عبد الله سطوف الصددي (بعض بلاد وقرى عام 1870م) ذكر أن عدد بيوت عائلات كفشنا كان 37 بيتاً سريانياً وكانت القرية سريانية في حينها عندما زارها وهو راهب. فالتجأ أهالي كفشن وقراها خلال الحرب الكونية 1915 والمجازر التي مورست بحق المسيحيين آنذاك لتصفيتهم إلى جارتهم ومعقلهم بازبدي (آزخ)، وظلوا فيها حتى نهاية الحرب حيث لم يتمكن العدو من اختراق حصون آزخ المنيعة بعد حصارٍ دام قرابة الأربعين يوماً، ثم عاد الكفشنيون إلى قريتهم كفشنا وبقوا فيها حتى عام 1919م وغادروا بعد ذلك قريتهم إلى الموصل (نينوى) في العراق ومنها إلى ديريك في سوريا.

بحيرة ماء في كفشنة 2010م عملها مختارها السرياني (حينها) يعقو الكفشني

وقد ظل مفتاح كنيسة السيدة العذراء إلى وقت قريب مع عائلة باسوس كفشني، وهي تتبع لأبرشية طور عبدين في الكنيسة السريانية الأرثوذكسية بعد أن كانت في أثناء الحرب الكونية الأولى وقبلها تتبع لأبرشية بيت زبداي (بازبدي \ آزخ) السريانية، إلا أنها اليوم متروكة لهجرة أهلها السريان منها بعد الحرب الكونية ومجازر السيفو 1915-1919م، وبقاء البلدة في أيدي الأكراد جيرانهم، وهم من عشائر (الأومركية) الكفشنية التي وقفت وقفة رجال إلى جانب أولاد عمّهم من السريان الكفشنيين، لا يفرّقهم إلا لغتهم الكردية ولغة المسيحيين الآرامية.

## اللغة السريانية
اللغة السريانية اليوم غير مسموعة في كفشنه وأسفس جارتها، وذلك كما قلنا لهجرة السريان منها إلى سورية في ديريك (المالكية) والقامشلي وقبور البيض وحلب وإلى دول العالم الأخرى كالأردن والعراق والسويد خاصةً.

## وصلات داخلية
- طور عبدين
- مذابح الأشوريين/الكلدان/السريان
- آزخ
- شرناك
- نصيبين
- حيدل